# Mathieu Joseph

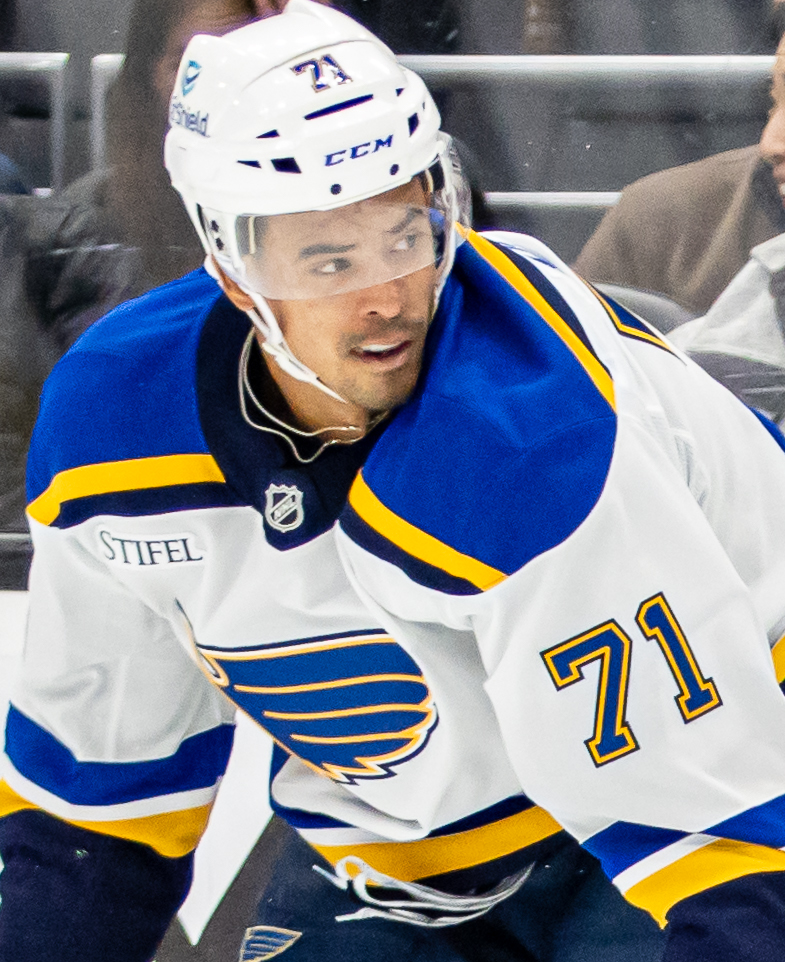
Mathieu Joseph

Mathieu Joseph, född 9 februari 1997, är en kanadensisk professionell ishockeyforward som spelar för Ottawa Senators i NHL.
Han har tidigare spelat för Tampa Bay Lightning i NHL; Syracuse Crunch i AHL samt Saint John Sea Dogs i LHJMQ.
Joseph draftades av Tampa Bay Lightning i fjärde rundan i 2015 års draft som 120:e spelare totalt.
Han vann Stanley Cup med Tampa Bay Lightning för säsongerna 2019–2020 och 2020–2021.

## Statistik
| 2010–2011    | Éclaireurs du Richelieu                           | LHMJAA       | 33  | 16 | 9   | 25  | 6   | —  | —  | —  | —  | —  |
| 2011–2012    | Éclaireurs du Richelieu                           | LHMJAA       | 23  | 17 | 10  | 27  | 30  | —  | —  | —  | —  | —  |
|              | Gaulois du Collège Antoine-Girouard midget espoir | LHEQ         | 3   | 0  | 1   | 1   | 0   | —  | —  | —  | —  | —  |
| 2012–2013    | Gaulois du Collège Antoine-Girouard midget espoir | LHEQ         | 34  | 26 | 23  | 49  | 61  | —  | —  | —  | —  | —  |
|              | Gaulois du Collège Antoine-Girouard               | LHMAAAQ      | 23  | 19 | 15  | 34  | 18  | 6  | 4  | 10 | 4  |    |
| 2013–2014    | Gaulois du Collège Antoine-Girouard               | LHMAAAQ      | 32  | 11 | 25  | 36  | 68  | —  | —  | —  | —  | —  |
|              | Saint John Sea Dogs                               | LHJMQ        | 30  | 1  | 10  | 11  | 10  | —  | —  | —  | —  | —  |
| 2014–2015    | Saint John Sea Dogs                               | LHJMQ        | 59  | 21 | 21  | 42  | 46  | 5  | 1  | 2  | 3  | 4  |
| 2015–2016    | Saint John Sea Dogs                               | LHJMQ        | 58  | 33 | 40  | 73  | 57  | 5  | 5  | 2  | 7  | 8  |
| 2016–2017    | Saint John Sea Dogs                               | LHJMQ        | 54  | 36 | 44  | 80  | 57  | 18 | 13 | 19 | 22 | 14 |
| 2017–2018    | Syracuse Crunch                                   | AHL          | 70  | 15 | 38  | 53  | 41  | 7  | 3  | 4  | 7  | 6  |
| 2018–2019    | Tampa Bay Lightning                               | NHL          | 70  | 13 | 13  | 26  | 26  | 4  | 0  | 0  | 0  | 0  |
| 2019–2020    | Tampa Bay Lightning                               | NHL          | 37  | 4  | 3   | 7   | 16  | —  | —  | —  | —  | —  |
|              | Syracuse Crunch                                   | AHL          | 29  | 6  | 15  | 21  | 14  | —  | —  | —  | —  | —  |
| 2020–2021    | Tampa Bay Lightning                               | NHL          | 56  | 12 | 7   | 19  | 10  | 6  | 0  | 2  | 2  | 0  |
| 2021–2022    | Tampa Bay Lightning                               | NHL          | 58  | 8  | 10  | 18  | 23  | —  | —  | —  | —  | —  |
|              | Ottawa Senators                                   | NHL          | 11  | 4  | 8   | 12  | 6   | —  | —  | —  | —  | —  |
| 2022–2023    | Ottawa Senators                                   | NHL          | 56  | 3  | 15  | 18  | 36  | —  | —  | —  | —  | —  |
| NHL totalt   | NHL totalt                                        | NHL totalt   | 288 | 44 | 56  | 100 | 117 | 10 | 0  | 2  | 2  | 0  |
| AHL totalt   | AHL totalt                                        | AHL totalt   | 99  | 21 | 53  | 74  | 55  | 7  | 3  | 4  | 7  | 6  |
| LHJMQ totalt | LHJMQ totalt                                      | LHJMQ totalt | 201 | 91 | 115 | 206 | 170 | 28 | 19 | 23 | 42 | 26 |

### Internationellt
| Källa: Uppdaterad: 2021-01-23 | Källa: Uppdaterad: 2021-01-23 | Källa: Uppdaterad: 2021-01-23 |         | Utv = Utvisningsminuter | Utv = Utvisningsminuter | Utv = Utvisningsminuter | Utv = Utvisningsminuter | Utv = Utvisningsminuter |
| År                            | Lag                           | Mästerskap                    | Matcher | Mål                     | Assists                 | Poäng                   | Utv                     |                         |
| ----------------------------- | ----------------------------- | ----------------------------- | ------- | ----------------------- | ----------------------- | ----------------------- | ----------------------- | ----------------------- |
| 2017                          | Kanada                        | JVM                           | 7       | 1                       | 4                       | 5                       | 0                       |                         |
| 2019                          | Kanada                        | VM                            | 10      | 1                       | 1                       | 2                       | 2                       |                         |
| Junior totalt                 | Junior totalt                 | Junior totalt                 | 7       | 1                       | 4                       | 5                       | 0                       |                         |
| Senior totalt                 | Senior totalt                 | Senior totalt                 | 10      | 1                       | 1                       | 2                       | 2                       |                         |

## Privatliv
Mathieu Joseph är bror till Pierre-Olivier Joseph